# Momentumgeneráló függvény
A momentumgeneráló függvény a valószínűségi változókhoz rendelt függvények egyike. Sok esetben definiálható a függvény a nulla egy környezetében a komplex síkon vagy a valós számok egy szakaszán, és deriváltjai segítenek kiszámítani a valószínűségi változó momentumait, innen a neve.

## Definíció
Egy {\displaystyle X} valószínűségi változó momentumgeneráló függvénye:
{\displaystyle M_{X}(t):=E\left(e^{tX}\right)},
ahol {\displaystyle t} a függvény változója. A momentumgeneráló függvény ott van értelmezve, ahol a jobb oldali várható érték létezik. Mindenesetre a konvergencia igaz a {\displaystyle t=0} pontban. Sok esetben ennek egy környezetében is teljesül a konvergencia, így a függvény hatványsorba fejthető:
{\displaystyle M_{X}(t)=E\left(\sum _{n=0}^{\infty }{\frac {(tX)^{n}}{n!}}\right)=\sum _{n=0}^{\infty }{\frac {t^{n}}{n!}}E(X^{n})=\sum _{n=0}^{\infty }{\frac {t^{n}}{n!}}m_{X}^{n}}.
Ahol {\displaystyle 0^{0}:=1} és {\displaystyle m_{X}^{n}=E(X^{n})} az {\displaystyle X} momentumai.
A momentumgeneráló függvény csak {\displaystyle X} eloszlásától függ. Ha a valószínűségi változó momentumgeneráló függvénye a nulla egy környezetében is konvergál, akkor az eloszlásnak van momentumgeneráló függvénye. Ha {\displaystyle M_{X}(t)} csak a nullában értelmezhető, akkor az eloszlásnak nincs momentumgeneráló függvénye.

## Folytonos valószínűségeloszlások
Ha {\displaystyle X} eloszlása folytonos az {\displaystyle f} folytonos sűrűségfüggvénnyel, akkor a várható érték helyettesítésével
teljesül, hogy
{\displaystyle M_{X}(t)=\int _{-\infty }^{\infty }e^{tx}f(x)\,\mathrm {d} x}
{\displaystyle =\int _{-\infty }^{\infty }\left(1+tx+{\frac {t^{2}}{2!}}x^{2}+\dotsb \right)f(x)\,\mathrm {d} x}
{\displaystyle =1+tm_{X}^{1}+{\frac {t^{2}}{2!}}m_{X}^{2}+\dotsb }
ahol {\displaystyle m_{X}^{k}} az {\displaystyle X} {\displaystyle k}-adik momentuma. Az {\displaystyle M_{X}\left(-t\right)} éppen az {\displaystyle X} által meghatározott mérték kétoldali Laplace-transzformációja.

### Elnevezés
A momentumgenerátor név abból ered, hogy a függvény deriváltjai a nulla helyen éppen a valószínűségeloszlás momentumait veszik fel, mégpedig a {\displaystyle k}-adik derivált a {\displaystyle k}-adik momentumot:
{\displaystyle {\frac {\mathrm {d} ^{k}}{\mathrm {d} t^{k}}}M_{X}(t){\biggr \vert }_{t=0}=E(X^{k})=m_{X}^{k}},
ahogy az a fenti hatványsorból is kiolvasható. Az összes létező és nem eltűnő momentummal az eloszlás egyértelmű, feltéve, ha a momentumgeneráló függvény értelmezhető egy nyílt {\displaystyle (-\varepsilon ,\varepsilon )} szakaszon, ahol {\displaystyle \varepsilon >0}.

### Kapcsolat a karakterisztikus függvénnyel
A momentumgeneráló függvény kapcsolódik az eloszlás {\displaystyle \varphi _{X}(t)=E\left(e^{\mathrm {i} tX}\right)} karakterisztikus függvényéhez. Momentumgeneráló függvény létezése esetén {\displaystyle \varphi _{X}(t)=M_{iX}(t)=M_{X}(\mathrm {i} t)}. Szemben a momentumgeneráló függvénnyel, karakterisztikus függvénye minden valószínűségi változónak van.

### Kapcsolat a valószínűséggeneráló függvénnyel
Valószínűséggeneráló függvénye csak olyan eloszlásoknak van, amelyek értékei {\displaystyle \mathbb {N} _{0}}-beliek. Ekkor ez a függvény {\displaystyle m_{X}(t)=\operatorname {E} (t^{X})}. Ekkor diszkrét változókra {\displaystyle m_{X}(e^{t})=M_{X}(t)} .

### Kapcsolat a kumulánsgeneráló függvénnyel
A kumulánsgeneráló függvény a momentumgeneráló függvény logaritmusa. Belőle vezetik le a kumulánsokat.

### Független valószínűségi változók összege
Független valószínűségi változók összegének momentumgeneráló függvénye a valószínűségi változók momentumgeneráló függvényeinek szorzata. Azaz, ha {\displaystyle X_{1},\dotsc ,X_{n}} független valószínűségi változók, akkor {\displaystyle Y=X_{1}+\dotsb +X_{n}} momentumgeneráló függvénye:
{\displaystyle M_{Y}(t)=E(e^{tY})=E(e^{tX_{1}+\ldots +tX_{n}})=E(e^{tX_{1}}\cdots e^{tX_{n}})=E(e^{tX_{1}})\cdots E(e^{tX_{n}})=M_{X_{1}}(t)\cdots M_{X_{n}}(t)},
ahol az utolsó előtti egyenlőség azt használja fel, hogy független valószínűségi változók összegének várható értéke a valószínűségi változók várható értékeinek szorzata.

### Egyértelműség
Ha egy valószínűségi változó momentumgeneráló függvénye véges a nulla egy környezetében, akkor egyértelműen meghatározza a valószínűségi változó eloszlását.
Legyenek {\displaystyle X} és {\displaystyle Y} valószínűségi változók, az {\displaystyle M_{X}} és {\displaystyle M_{Y}} momentumgeneráló függvényekkel. Ha van egy {\displaystyle \varepsilon >0}, hogy {\displaystyle M_{X}(s),M_{Y}(s)<\infty } minden {\displaystyle s\in (-\varepsilon ,\varepsilon )} esetén, akkor {\displaystyle P_{X}=P_{Y}} akkor és csak akkor, ha {\displaystyle M_{X}(s)=M_{Y}(s)} minden {\displaystyle s\in (-\varepsilon ,\varepsilon )} helyen.

## Példák
Több eloszlásnak ismert a momentumgeneráló függvénye:
| Eloszlás                                                         | Momentumgeneráló függvény, MX(t)                                                                                       |
| ---------------------------------------------------------------- | --- |
| Bernoulli-eloszlás {\displaystyle \mathrm {B} (p)}               | {\displaystyle M_{X}(t)=1-p+pe^{t}}                                                                                    |
| Béta-eloszlás {\displaystyle \mathrm {B} (a,b,p,q)}              | {\displaystyle M_{X}(t)=1+\sum _{n=1}^{\infty }\left(\prod _{k=0}^{n-1}{\frac {a+k}{a+b+k}}\right){\frac {t^{n}}{n!}}} |
| Binomiális eloszlás {\displaystyle \mathrm {B} (p,n)}            | {\displaystyle M_{X}(t)=(1-p+pe^{t})^{n}}                                                                              |
| Cauchy-eloszlás                                                  | Nincs momentumgeráló függvény.                                                                                         |
| Khi-négyzet-eloszlás {\displaystyle \chi _{n}^{2}}               | {\displaystyle M_{X}(t)={\frac {1}{(1-2t)^{n/2}}}}                                                                     |
| Erlang-eloszlás {\displaystyle \mathrm {Erlang} (\lambda ,n)}    | {\displaystyle M_{X}(t)=\left({\frac {\lambda }{\lambda -t}}\right)^{n}} ha {\displaystyle t<\lambda }                 |
| Exponenciális eloszlás {\displaystyle \mathrm {Exp} (\lambda )}  | {\displaystyle M_{X}(t)={\frac {\lambda }{\lambda -t}}} ha {\displaystyle t<\lambda }                                  |
| Gamma-eloszlás {\displaystyle \gamma (p,b)}                      | {\displaystyle M_{X}(t)=\left({\frac {b}{b-t}}\right)^{p}}                                                             |
| Geometriai eloszlás a {\displaystyle p} paraméterrel             | {\displaystyle M_{X}(t)={\frac {pe^{t}}{1-(1-p)e^{t}}}}                                                                |
| Egyenletes eloszlás a {\displaystyle [0,a]} intervallumon        | {\displaystyle M_{X}(t)={\frac {e^{ta}-1}{ta}}}                                                                        |
| Laplace-eloszlás a {\displaystyle \mu ,\sigma } paraméterekkel   | {\displaystyle M_{X}(t)={\frac {e^{\mu t}}{1-\sigma ^{2}t^{2}}}}                                                       |
| Negatív binomiális eloszlás {\displaystyle \mathrm {NB} (r,p)}   | {\displaystyle M_{X}(t)=\left({\frac {pe^{t}}{1-(1-p)e^{t}}}\right)^{r}} ha {\displaystyle t<\|\ln(1-p)\|}             |
| Normális eloszlás {\displaystyle \mathrm {N} (\mu ,\sigma ^{2})} | {\displaystyle M_{X}(t)=\exp {\left(\mu t+{\frac {\sigma ^{2}t^{2}}{2}}\right)}}                                       |
| Poisson-eloszlás a {\displaystyle \lambda } paraméterrel         | {\displaystyle M_{X}(t)=\exp(\lambda (e^{t}-1))}                                                                       |

## Többdimenziós valószínűségi változó
A momentumgeneráló függvény általánosítható {\displaystyle \ell } dimenziós valós valószínűségi vektorváltozóra. Legyen  {\displaystyle \mathbf {X} =(X_{1},\dotsc ,X_{\ell })}, ekkor
{\displaystyle M_{\mathbf {X} }(t)=M_{\mathbf {X} }(t_{1},\dots ,t_{l})=\operatorname {E} (e^{\langle t,\mathbf {X} \rangle })=\operatorname {E} \left(\prod _{j=1}^{\ell }e^{t_{j}X_{j}}\right)},
ahol {\displaystyle \langle t,\mathbf {X} \rangle =\sum \limits _{j=1}^{\ell }t_{j}X_{j}} a skaláris szorzás.

## Fordítás
Ez a szócikk részben vagy egészben  a   Momenterzeugende Funktion című német Wikipédia-szócikk fordításán alapul.  Az eredeti cikk szerkesztőit annak laptörténete sorolja fel. Ez a jelzés csupán a megfogalmazás eredetét és a szerzői jogokat jelzi, nem szolgál a cikkben szereplő információk forrásmegjelöléseként.